# Micrurus scutiventris
Micrurus scutiventris este o specie de șerpi din genul Micrurus, familia Elapidae, descrisă de Cope 1869. Conform Catalogue of Life specia Micrurus scutiventris nu are subspecii cunoscute.